# Lay 02 Sheep
Lay 02 Sheep é o primeiro álbum de estúdio do artista musical chinês Lay (Zhang Yixing),membro do grupo sino-coreano EXO. Foi lançado digitalmente em 7 de outubro de 2017 na China e Coreia do Sul pela S.M. Entertainment. O álbum apresenta dez faixas no total, incluindo os dois singles "I Need U" e "Sheep".

## Antecedentes e lançamento
Em 22 de setembro de 2017 (KST), Lay e a S.M. Entertainment começaram a lançar imagens teasers para o álbum em diferentes plataformas de mídia social. Em 25 de setembro, o single "I Need U" foi lançado como um presente de Lay para o 50º aniversário de casamento dos seus avós.
Em 27 de setembro, foi confirmado pela S.M. Entertainment que Lay lançaria seu segundo álbum intitulado Lay 02 Sheep em 7 de outubro de 2017, sendo primeiro o extended play Lose Control (2016). Em 6 de outubro de 2017, a S.M. lançou um teaser para o vídeo musical da canção "Sheep".

## Singles
O vídeo musical de "I Need U" se classificou na #1 posição na Billboard's China Weibo Live Chart. Em 12 horas, atingiu mais de 26 milhões de visualizações on-line, consecutivamente sendo o principal vencedor da 3 gráficos musicais. Além disso, o vídeo se classificou no número 1 no iTunes em 12 países, incluindo os Estados Unidos, Canadá, Malásia, Portugal, Filipinas, Singapura, Tailândia, Turquia, Hong Kong, China e muito mais.

## Promoção
O showcase de lançamento do álbum foi realizado no Centro Aquático Nacional de Pequim no dia 12 de outubro de 2017.

## Desempenho comercial
Em seu primeiro dia de venda digital, o álbum quebrou 5 discos na QQ Music: Ouro (¥250k em 30 segundos), Ouro duplo (¥500k em 45 segundos), Ouro triplo (¥750k em 52 segundos), Platina (¥1 milhões em 1 minuto 10 segundos) e Disco de diamante (¥5 milhões em 9 horas e 11 minutos). Em cinco horas, as pré-vendas do álbum excederam 60.000 cópias antes de seu lançamento físico.

## Lista de faixas
Créditos adaptados da página do álbum no Naver Music.
| N.º            | Título              | Letras                        | Música                                     | Arranjo             | Duração |  |
| 1.             | "Sheep (羊)"        | Dom.T Lay                     | Lay Devine Channel JDODD                   | Lay Devine-Channel  | 3:25    |  |
| 2.             | "I Need U (需要你)" | Zhou Wei Jie Lay              | Lay Devine-Channel                         | Lay Devine-Channel  | 3:39    |  |
| 3.             | "Peach (桃)"        | Devine Channel J Skillz JDODD | Lay Devine Channel J Skillz JDODD          | Lay Devine-Channel  | 3:26    |  |
| 4.             | "Hand (匕首)"       | Liu Yuan Lay                  | Lay Julien Maurice Moore MZMC              | Lay                 | 3:23    |  |
| 5.             | "Boss (老大)"       | Maxx Song Jenesis             | Lay Command Freaks                         | Lay Command Freaks  | 2:59    |  |
| 6.             | "Shake (搖擺)"      | Dom.T Lay                     | Lay Devine-Channel                         | Lay                 | 3:07    |  |
| 7.             | "Too Much (太多)"   | Dom.T Lay                     | Lay Devine-Channel                         | Lay                 | 3:02    |  |
| 8.             | "Mask (面罩)"       | Dom.T Lay                     | Lay Julien Maurice Moore MZMC Andrew Bazzi | Lay                 | 3:06    |  |
| 9.             | "Director (导演)"   | Lay                           | Lay Devine Channel TONY Casper             | Devine Channel Lay  | 3:25    |  |
| 10.            | "X Back (興迷)"     | Wang YaJun Lay                | The Stereotypes Lay                        | The Stereotypes Lay | 3:22    |  |
| Duração total: | Duração total:      | Duração total:                | Duração total:                             | Duração total:      | 32:09   |  |

## Vendas
| Pais             | Vendas   |
| ---------------- | -------- |
| China (QQ Music) | 357,575+ |

## Histórico de lançamento
| Região        | Data                  | Formato(s)       | Gravadora(s)                           |
| ------------- | --------------------- | ---------------- | -------------------------------------- |
| Mundialmente  | 7 de outubro de 2017  | Download digital | Zhang Yixing Studio S.M. Entertainment |
| Coreia do Sul | 7 de outubro de 2017  | Download digital | Zhang Yixing Studio S.M. Entertainment |
| China         | 7 de outubro de 2017  | Download digital | Zhang Yixing Studio S.M. Entertainment |
| Coreia do Sul | 18 de outubro de 2017 | CD               | Zhang Yixing Studio S.M. Entertainment |
| Japão         | 20 de outubro de 2017 | CD               | S.M. Entertainment                     |